# Montmartin-le-Haut
Montmartin-le-Haut é uma comuna francesa na região administrativa de Grande Leste, no departamento de Aube. Estende-se por uma área de 1,61 km². Em 2010 a comuna tinha 58 habitantes (densidade: 36 hab./km²).